# 高加索灰欄記
《高加索灰欄記》（德語：Der kaukasische Kreidekreis）是德国剧作家贝托尔特·布莱希特的戏剧，于1948年首演，素材源自中国元代李潜夫所作杂剧《灰欄記》。本剧采用戏中戏的结构，故事发生于格鲁吉亚，主要讲述一位女佣救下总督的儿子后发生的故事。本剧被广泛认为是布莱希特的代表作品之一。